# Conrad Buff IV
Conrad Buff IV (* 8. Juli 1948 in Los Angeles) ist ein US-amerikanischer Filmeditor. Er arbeitet oft mit den Regisseuren James Cameron, Roger Donaldson und Antoine Fuqua zusammen.

## Leben
Buff begann seine Karriere beim Film im Bereich der Visual Effects. So arbeitete er unter anderen am Effekteschnitt von Filmen wie Das Imperium schlägt zurück (1980), Jäger des verlorenen Schatzes (1981), E.T. – Der Außerirdische (1982), Ghostbusters – Die Geisterjäger (1984) und 2010: Das Jahr, in dem wir Kontakt aufnehmen (1984) mit.
1985 schnitt Conrad Buff mit Das Messer seinen ersten Spielfilm. In den nächsten fünf Jahren folgten die Filme Solarfighters, Spaceballs, Nummer 5 gibt nicht auf, Abyss – Abgrund des Todes und Atemloser Sommer. 1991 schnitt er Terminator 2 – Tag der Abrechnung unter der Regie von James Cameron. Diese Zusammenarbeit brachte Buff seine erste Oscar-Nominierung ein. Nach Jennifer 8 und Getaway folgte mit True Lies – Wahre Lügen die dritte erfolgreiche Zusammenarbeit mit James Cameron. Darauf folgten die Produktionen Species, Dante’s Peak und Switchback – Gnadenlose Flucht.
1997 folgte mit Titanic das bisher letzte Projekt mit James Cameron. Der Film brachte ihm den Oscar, einen Eddie und den Golden Satellite Award sowie eine Nominierung für den BAFTA Award ein.
Danach war Conrad Buff bei den Filmen Arlington Road, Thirteen Days, Mystery Men, Training Day, Antwone Fisher, King Arthur, Get rich or die tryin' und Seraphim Falls für den Schnitt zuständig. Weitere Produktionen folgten, sein Schaffen umfasst mehr als drei Dutzend Produktionen.

## Filmografie (Auswahl)

### Als Filmeditor
- 1983: Die Rückkehr der Jedi-Ritter (Star Wars: Episode VI – Return of the Jedi, Assistent)
- 1985: Das Messer (Jagged Edge)
- 1986: Solarfighters (Solarbabies)
- 1987: Mel Brooks’ Spaceballs (Spaceballs)
- 1988: Nummer 5 gibt nicht auf (Short Circuit 2)
- 1989: Abyss – Abgrund des Todes (The Abyss)
- 1990: Atemloser Sommer (Side Out)
- 1991: Terminator 2 – Tag der Abrechnung (Terminator 2: Judgment Day)
- 1992: Jennifer 8
- 1994: Getaway
- 1994: True Lies – Wahre Lügen (True Lies)
- 1995: Species
- 1997: Dante’s Peak
- 1997: Switchback – Gnadenlose Flucht (Switchback)
- 1997: Titanic
- 1999: Arlington Road
- 1999: Mystery Men
- 2000: Thirteen Days
- 2001: Training Day
- 2002: Antwone Fisher
- 2003: Tränen der Sonne (Tears of the Sun)
- 2004: King Arthur
- 2005: Harsh Times – Leben am Limit (Harsh Times)
- 2005: Get rich or die tryin'
- 2006: Seraphim Falls
- 2007: Shooter
- 2008: The Happening
- 2009: Terminator: Die Erlösung (Terminator: Salvation)
- 2010: Die Legende von Aang (The Last Airbender)
- 2011: Planet der Affen: Prevolution (Rise of the Planet of the Apes)
- 2012: Snow White and the Huntsman
- 2014: Kingsman: The Secret Service
- 2016: The Huntsman & The Ice Queen (The Huntsman: Winter’s War)
- 2016: Monster Trucks
- 2017: American Assassin
- 2018: The Equalizer 2
- 2021: Infinite – Lebe unendlich (Infinite)
- 2023: The Equalizer 3 – The Final Chapter (The Equalizer 3)

### Als Visual Effects Editor
- 1978: Kampfstern Galactica (Battlestar Galactica, Fernsehserie)
- 1980: Das Imperium schlägt zurück (Star Wars: Episode V – The Empire strikes back)
- 1981: Jäger des verlorenen Schatzes (Raiders of the Lost Ark)
- 1981: E.T. – Der Außerirdische (E.T.)
- 1982: Poltergeist
- 1984: Ghostbusters – Die Geisterjäger (Ghostbusters)
- 1984: 2010: Das Jahr, in dem wir Kontakt aufnehmen (2010)